# Lex Romana Visigothorum

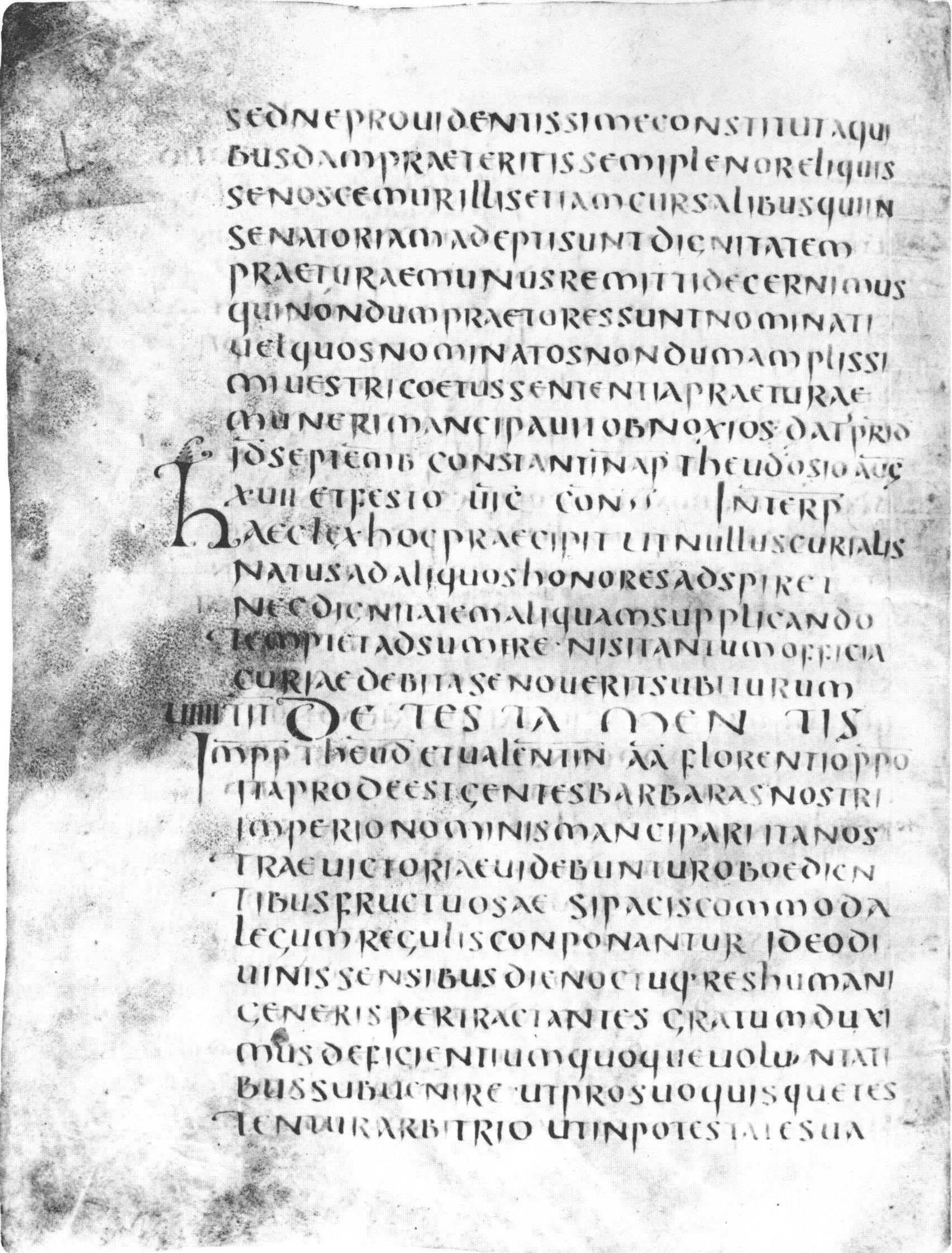
Eine Handschrift der Lex Romana Visigothorum. München, Bayerische Staatsbibliothek, Clm 22501, fol. 178v (6. Jahrhundert)

Die Lex Romana Visigothorum (Römisches Gesetzbuch der Westgoten) von 506, auch Breviarium Alarici(anum) (Brevier des Alarich, oder nur Breviar) genannt, war eine bedeutende Zusammenstellung von Kaisererlassen und juristischen Erläuterungen. Die Lex Romana Visigothorum stellt eine Summe des weströmischen Vulgarrechts dar und hatte eine bis in das Hochmittelalter reichende Wirkungsgeschichte in Südwesteuropa.

## Entstehung und Inhalt

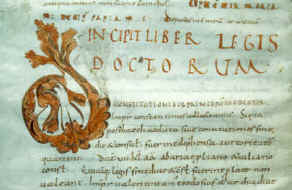
Incipit einer Handschrift der Lex Romana Visigothorum (10./11. Jahrhundert)

Zu Beginn des 6. Jahrhunderts wurden unter der Bezeichnung „lex“ im Westgotenreich (lex Romana Visigothorum) und im Burgundenreich (lex Romana Burgundionum) Rechtsaufzeichnungen in Form von Auszügen aus älteren juristischen Schriften zusammengestellt, die weitestgehend römisches Recht enthielten und wohl allein für die romanische und nicht mehr im eigentlichen Sinn römische Bevölkerung Gültigkeit hatten. Die Gesetzeserlasse beziehungsweise Bestätigungen des bisher geltenden Rechts dürften im Zusammenhang mit den kriegerischen Auseinandersetzungen zwischen den germanischen Nachfolgereichen auf dem Boden des aufgelösten Römischen Reiches stehen; als Rechtssicherungen dienten sie offenbar dazu, bei der katholischen Kirche und einheimischen Bevölkerung um Unterstützung für die jeweilige neue Herrschaft zu werben.
Die lex Romana Visigothorum wurde vom westgotischen König Alarich II. im Jahr 506 erlassen und in dem Städtchen Aire das erste Mal veröffentlicht. Dies geschah der Form nach im in der römischen Spätantike üblichen Verfahren kaiserlicher Gesetzgebung. Den gotisch-herrscherlichen Ursprung wies im „conmonitorium“, dem Vorwort, lediglich die mehrfache Namensnennung des „rex Alaricus“ als Gesetzgebungsinstanz und eines für die Ausarbeitung des Codex zuständigen Hofbeamten, des „comes Goiaricus“ aus; ein politisch souverän gewordener Westgotenkönig trat nun als Oberherr auch der romanischen Bevölkerung auf und gab ihr unter Beteiligung der Geistlichkeit und des Adels („adhibitis sacerdotibus ac nobilibus viris“) Gesetze. 
Bis zum 9. Jahrhundert entstanden zwanzig (teils fragmentarische) Handschriften des Breviars. Siebzehn davon kürzen des Grundtext ein und/oder ersetzen ihn durch Interpretationen. Weiterhin wurden zwei Exzerpte geschaffen und neun Epitomen, die sich auf fünfundzwanzig Handschriften verteilen. Das führte auch zur höheren Verbreitung der Gesetzgebungen, die Inhalt des Breviars waren. Zudem entstanden in der Zeit Glossenapparate, ausführliche Inhaltsverzeichnisse (explanationes titulorum), Textsummen (summae) und Anhänge (appendices).
Im Einzelnen besteht die Lex Romana Visigothorum aus:
- Sechzehn Bücher des Codex Theodosianus
- Die Novellen von
  - Theodosius II., Valentinian III. und Majorian, zusammengefasst in den Leges novellae
  - Markian und
  - Libius Severus,
- Die auf den Institutiones des Gaius basierenden Epitome Gai,
- Fünf Bücher der Sententiae Receptae des Iulius Paulus, sogenannte pseudopaulinische Sentenzen,
- Dreiundzwanzig Reskripte aus dem Gregorianischen Codex,
- Zwei Reskripte aus dem Hermogenianischen Codex,
- Ein Fragment des ersten Buchs der responsa des Papinian.

Die lex enthält sowohl eigentliche Gesetzeserlasse als auch Erläuterungen. Allen Teilen mit Ausnahme der Epitome Gai sind teils textliche, teils ausführliche inhaltliche Zusammenfassungen beigegeben, die wohl aus dem 5. Jahrhundert stammen. Der hauptsächliche rechtshistorische Wert des Breviars besteht darin, dass sie die einzige Sammlung römischen Rechts ist, in der die fünf ersten Bücher des Codex des Theodosius und die fünf Bücher der Sententiae Receptae von Julius Paulus erhalten geblieben sind. Bis zur Entdeckung eines Manuskripts in der Stiftsbibliothek von Verona, die den größeren Teil der gaianischen Institutionen enthält, war sie auch die einzige Handschrift, in der Teile der Arbeit dieses zentralen römischen Juristen überliefert worden sind.

## Wirkungsgeschichte

Das Westgotenreich unter Alarich II.

Die Wirkungsgeschichte der Lex Romana Visigothorum reicht räumlich und zeitlich über das Westgotenreich hinaus, das bis 711 in Spanien weiter existierte. Zwar fiel der Reichsteil nördlich der Pyrenäen nach der Schlacht von Vouillé 507 größtenteils an die Franken, doch blieb das ursprünglich allein für die Romanen geschriebene Gesetz offensichtlich dort weiterhin im Gebrauch, nun oder allmählich mit territorialer Geltung. Im Jahre 768, über 260 Jahre nach ihrer Entstehung, prüfte und anerkannte Karl der Große das Breviar. Damit wurde eine Fortdauer des römischen Rechts in seiner vulgarisierten Form im ehemals westgotischen Teil des Frankenreichs durch königlichen Erlass garantiert. Im Westgotenreich selbst war die lex Romana Visigothorum durch die Einführung der für die ganze Bevölkerung gültigen leges Visigothorum 654 aufgehoben worden.
Auf der Grundlage der lex Romana Visigothorum entstanden vom 7. Jahrhundert bis zum 9. Jahrhundert, größtenteils im fränkischen Reich, mindestens zehn verschiedene Auszüge und Bearbeitungen (Epitomae Breviarii, es wurden bewusst nicht alle ediert). Wissenschaftlich aufgearbeitet und ediert sind beispielsweise die gallischen Epitomae Aegidii, Guelferbitana, monachi und Parisina. Bekannt sind daneben die Bearbeitungen aus dem lombardisch-rätischen Raum, die aus der ersten Hälfte des 8. Jahrhunderts stammen und den Namen lex Romana Curiensis (nach der Verbreitung in Churrätien, das heißt im norditalienisch-ostschweizerisch-vorarlbergischen Raum) beziehungsweise lex Romana Utinensis (nach dem Fundort Udine eines verloren gegangenen Manuskripts) tragen. Die im 19. Jahrhundert eingeführte Bezeichnung als „lex“ ist hier allerdings irreführend. Neuere Forschungen bewerten den in zwei rhätischen und einer veronesischen Handschrift sowie in zwei Mailänder Fragmenten überlieferten Text als literarische Rezeption der westgotischen Vorlage, da kein gesetzgeberischer Wille zu erkennen ist. Die Vorlage beeinflusste nicht das geltende, ohnehin römisch geprägte Gewohnheitsrecht, sondern, wie inhaltliche Missdeutungen zeigen, wurde vielmehr von diesem verfremdet.
Kultur- und rechtsgeschichtlich ist die lex Romana Visigothorum von herausragender Bedeutung. Es scheint nicht zufällig zu sein, dass die Rezeption des römischen Rechts im Hochmittelalter in den Gebieten, von wo aus sie ihren Anfang nahm – Norditalien/Bologna – und wohin sich zuerst verbreitete – Südfrankreich – auf eine eigentlich ungebrochen römisch-rechtlich beeinflusste Rechtskultur aufbauen konnte, die sie dort also nicht eigentlich einführte, sondern vielmehr erneuerte.

## Bezeichnung
Die lex Romana Visigothorum wird in einer Mitteilung des königlichen Schreibers Anianus als Codex bezeichnet, aber anders als der Codex Iustinianus, aus dem die Schriften von Juristen ausgeschlossen wurden, umfasst sie kaiserliche Gesetze (leges) und gerichtliche Abhandlungen (iura). Weil dem Text ein königliches conmonitorium mit der Bestimmung vorangeht, dass nur von Anianus beglaubigte Abschriften Rechtskraft haben sollten, wird die Zusammenstellung des Codex von vielen Schreibern Anianus zugeeignet und dieser häufiger als Brevier des Anianus (Breviarium Aniani) bezeichnet. Es scheint, dass der Codex bei den Westgoten als lex Romana oder lex Theodosii bekannt war. Den Namen Breviarium Alarici oder Breviarium Alaricianum erhielt er erst durch den Rechtshistoriker Tilius im 16. Jahrhundert, um ihn von den lombardisch-rhätischen Bearbeitungen zu unterscheiden. Die erste vollständige Ausgabe lieferte Johannes Sichard unter dem Titel: Codicis Theodosiani libri XVI, Basel 1528; die nächste neue und bis heute maßgebliche (auch was die Bezeichnung als lex Romana Visigothorum betrifft) besorgte Gustav Hänel 1849.